# Mont Poromoi
El mont Poromoi (en japonès ポロモイ岳; Poromoi-dake) és un estratovolcà que es troba a la península de Shiretoko a l'extrem nord-est de l'illa de Hokkaido, al Japó. El cim s'aixeca fins als 992 msnm.